# عمارت‌های آجری
عمارت‌های آجری (به انگلیسی: Brick Mansions) فیلمی است محصول سال ۲۰۱۴ و به کارگردانی کامیل دولمار است.
در این فیلم بازیگرانی همچون پل واکر، دیوید بل، روبرت فیتزگرالد دیگز، کاتالینا دنیس، رابرت مایلیت، کاواسی سونگوئی و بروس رمزی ایفای نقش کرده‌اند.
این فیلم بازسازی فیلم بلوک ۱۳ است.

## خلاصه داستان
در سال ۲۰۱۸ تعدادی ساختمان در مرکز پادآرمان‌شهر دیترویت وجود دارد که محل زندگی افراد فقیر و حتی خلافکار شده،طی حادثه ای بمبی توسط خلافکاران شهر به سرقت میرود و ماموری برای باز پسگیری بمب فرستاده میشود.....